# Robert Dobrzycki
Robert Dobrzycki (ur. 1 grudnia 1975 w Ełku) – polski przedsiębiorca. Prezes i współwłaściciel Panattoni w Europie, Indiach i Arabii Saudyjskiej. Członek zarządu i współwłaściciel firm Harden Construction, Blue Assets, Newport Logistics Fund, Panattoni Income Fund i Panattoni Investment Management, właściciel Widzewa Łódź.

## Wykształcenie i doświadczenie
Ukończył studia na Wydziale Zarządzania Uniwersytetu Warszawskiego i uzyskał tytuł FRICS – Członka Królewskiego Instytutu Dyplomowanych Rzeczoznawców. Od 1999 związany jest z branżą nieruchomości. Rozpoczął karierę w amerykańskiej firmie deweloperskiej Menard Doswell & Co., gdzie awansował na stanowisko dyrektora zarządzającego. W 2005 został założycielem Panattoni w Europie. W 2020 otrzymał nagrodę Człowieka Dekady Prime Property Prize za wkład w rozwój rynku magazynowego. W 2023 został uhonorowany tytułem Professional of the Year, a w 2024 – Lifetime Achievement in Real Estate. 28 marca 2025 został większościowym akcjonariuszem klubu piłkarskiego Widzew Łódź.  

## Działalność charytatywna
W marcu 2024 powstała Fundacja Roberta Dobrzyckiego, która wsparła finansowo Muzeum Sztuki Nowoczesnej w Warszawie i została mecenasem Nagrody Literackiej "Nike" w 2024. Prowadzi również długofalową współpracę z Akademią Leona Koźmińskiego, w ramach której wręczyła stypendia pięciu studentom. Pierwsze nagrody w programie „Koliber” zostały wręczone skrzypaczce Katarzynie Ratajczak i dr n. med. Katarzynie Muras-Szwedziak. W następstwie powodzi, która miała miejsce we wrześniu 2024, fundacja przekazała 250 000 zł na zbiórkę organizowaną przez Corporate Connections.